# Persexceptie
De persexceptie van het Nederlandse auteursrecht is het recht dat media, zoals dagbladen en tijdschriften, berichten over actuele onderwerpen mogen overnemen uit andere bronnen, zonder dat hiervoor toestemming of een vergoeding vereist is.
De persexceptie is opgenomen in artikel 15 van de Auteurswet. Dit artikel luidt:
1.Als inbreuk op het auteursrecht op een werk van letterkunde, wetenschap of kunst wordt niet beschouwd het overnemen van berichten of artikelen over actuele economische, politieke, godsdienstige of levensbeschouwelijke onderwerpen alsmede van werken van dezelfde aard die in een dag-, nieuws- of weekblad, tijdschrift, radio- of televisieprogramma of ander medium dat eenzelfde functie vervult, zijn openbaar gemaakt, indien:
1°. het overnemen geschiedt door een dag-, nieuws- of weekblad of tijdschrift, in een radio- of televisieprogramma of ander medium dat eenzelfde functie vervult;
2°. artikel 25 in acht wordt genomen (dwz. welke rechten de oorspronkelijke maker heeft);
3°. de bron, waaronder de naam van de maker, op duidelijke wijze wordt vermeld; en
4°. het auteursrecht niet uitdrukkelijk is voorbehouden.
2. Dit artikel is mede van toepassing op het overnemen in een andere taal dan de oorspronkelijke.

## Europese richtlijn
Ook de Europese Auteursrechtenrichtlijn kent een persexceptie in artikel 5:
weergave in de pers, mededeling aan het publiek of beschikbaarstelling van gepubliceerde artikelen over actuele economische, politieke of religieuze onderwerpen of uitzendingen of ander materiaal van dezelfde aard, in gevallen waarin dat gebruik niet uitdrukkelijk is voorbehouden [en mits met bronvermelding]

## Vrije pers
Het is niet de bedoeling dat het auteursrecht de free flow of information, oftewel de vrije pers en het kunnen melden van actuele gebeurtenissen, hindert. Daarom biedt de Auteurswet de hierboven genoemde uitzondering op de hoofdregel dat overnemen alleen mag met toestemming. Een ander nieuwsorgaan mag een nieuwsbericht overnemen dat actueel is mits met bronvermelding, tenzij er een uitdrukkelijk voorbehoud is gemaakt. Meestal, zeker op websites, staat er een algemeen voorbehoud bij elk artikel dat overname niet is toegestaan, of pas na uitdrukkelijke toestemming.

## Jurisprudentie
Hoewel iedereen zich journalist mag noemen, betekent dat nog niet dat iedereen dus nieuws mag overnemen zonder toestemming. Er moet sprake zijn van een "dag-, nieuws- of weekblad, tijdschrift, radio- of televisieprogramma of ander medium dat eenzelfde functie vervult". Websites kúnnen hieronder vallen. Dat bleek al in 2000 toen Kranten.com werd vrijgesproken omdat zij koppen van nieuwswebsites overnam. "Kranten.com geeft immers uitsluitend een actueel overzicht van de titels op de websites van diverse media. Daarmee is zij niets anders dan een nieuwsmedium", aldus de rechtbank. In 2010 werd ook GeenStijl als persmedium gezien:
Gedaagde is een nieuwsorgaan gericht op digitale nieuwsvoorziening via haar website GeenStijl. Het overnemen van het bewuste interview op haar website is aldus te kwalificeren als het overnemen op een ander medium dat eenzelfde functie vervult.
Echter, in 2008 moest een blogger nog 365 euro betalen voor overname van een nieuwsbericht. Zijn blog was geen nieuwsmedium. Ook enkele andere blogs konden niet met deze exceptie wegkomen.
Knipselkranten verzamelen nieuws op thema of trefwoord en verspreiden dat opnieuw. Als dat op papier gebeurt, valt dat onder de persexceptie, maar voor digitale knipselkranten is dat een stuk minder duidelijk. Het lijkt erop dat dit niet mag.
In het Knipselkrant-arrest van de Hoge Raad (10 november 1995, NJ 1996, 177) werd bepaald dat het maken van papieren knipselkranten toegestaan was. Knipselkranten zijn ook een vorm van pers, maar dan thematisch georganiseerd. Een elektronische knipselkrant lijkt echter niet toegestaan, zo blijkt uit diverse lagere rechtszaken. Maar er is nog niet via jurisprudentie uitgemaakt waar de grenzen liggen. Zo bepaalde het Hof Leeuwarden dat een voorbehoud eigenlijk altijd de persexceptie kan blokkeren, ook bij gewone nieuwsberichten.
In juli 2011 oordeelde het Gerechtshof dat ook papieren knipselkranten toestemming vereisen, wanneer bij de artikelen uitdrukkelijk het auteursrecht is voorbehouden. 